# メアリー・アン・コットン
メアリー・アン・コットン（英語: Mary Ann Cotton、旧姓 Robson、1832年10月31日 - 1873年3月24日）は、イギリスの女性で、義理の息子を毒殺した罪で処刑されたことで知られている。有罪が確定したこの事件以外にも、保険金をだまし取る目的で21人を殺害したシリアルキラーと見られている。彼女の子供13人のうち11人、4人の夫の3人が彼女によって殺されたと思われている。殺害にはヒ素を使うことが多かった。
彼女が怪しまれた切っ掛けは、夫のチャールズ・コットンが亡くなって数日で、彼の息子を救貧院に送り込もうとしたことだった。捜査が始まるとすぐに、コットンの周囲で人が死んでいくパターンが明らかになった。義理の息子の検死で遺体からヒ素が見つかった。コットンはその息子の殺人罪で有罪になり、死刑判決を受ける。処刑に際し、（おそらく意図的に）絞縄が通常より短くなっていたため、絞首台で首が折れて即死せず、時間をかけて窒息死した。

## 「生い立ち
メアリー・アン・ロブソンは1832年10月31日にダラムで生まれ、キリスト教の洗礼を受ける。妹は生まれるとすぐに亡くなり、3歳下に弟がいた。
彼女が8歳のとき、家族は引っ越しをしている。彼女が裁判が続く中で、新聞社がそのころの彼女を知る人に取材している。日曜学校の監督は、彼女のことを「休むことなく、毎週、教会に通う模範的な子供」、「純粋で、知能的には普通な少女」で「清楚で整った面立ちで目立っていた」と述べている。
引っ越して間もない1842年2月、父親が炭鉱事故で亡くなる。メアリーの家族が住む家は父親の会社のものであったため、一家は立ち退かされた。1843年に母親が再婚し、メアリーは16歳になると家を出て、炭鉱マネージャーの家で保母として働き始めた。3年後、子供たちが寄宿学校に進学すると、継父の家に戻って洋裁師の訓練を受けている。

## 最初の夫
1852年、20歳のメアリー・アンは炭鉱夫と最初の結婚をし、サウス・ウェスト・イングランドに引っ越した。後の裁判で、このころ、メアリーは4～5人の子を幼くして亡くしたことが報道されている。当時の法で死亡の届け出が義務付けられていたにもかかわらず、1874年まで強制力を持たなかったため、メアリーの子に関する死亡の記録は残されていない。唯一、1856年に娘のマーガレットが生まれた記録が残る。
夫婦はノース・イースト・イングランドに戻り、夫は蒸気船の消防士を経て、炭鉱の監督として働いた。1858年に娘イザベラが生まれたが、1860年にマーガレットが死んでいる。1861年に娘が生まれると、その子にもマーガレットと名前を付けた。1863年に息子が生まれたが、翌年に死んでいる。
1865年1月、夫が腸の病気で死ぬ。夫と、それまでに死んだ子供達には生命保険がかけられており、メアリーは夫の死亡保険金で35ポンドを受け取った。これは2023年の4,227ポンド、当時の労働者の半年分の賃金に相当する。また、1863年に生まれた息子の保険金で2ポンド5シリングを受け取っている。

## 二人目の夫
夫が死んで間もなく、メアリーは引っ越した先で男と交際を始めると、3歳半になる娘である"二人目のマーガレット"がチフスで亡くなる。これで、最大9人いたと思われる子供は残り1人となった。その後、メアリーは実家に戻ると、子供を母に預けて診療所で働き始める。
1865年8月、メアリーは診療所の患者であったエンジニアと2度目の結婚をした。二人目の夫は、結婚後も病気に悩まされ、麻痺と腸の障害に苦しんで1866年10月に亡くなった。夫の死亡証明書には死因はコレラと腸チフスとされた。彼の主治医は、夫の病気は重かったものの、あっという間に病状が悪化して死んだことに驚いたと裁判で証言している。ここでまた、メアリーは夫の死によって保険金を手に入れている。

## 三人目の夫
1866年11月、メアリーは妻を亡くしたばかりの船大工に家政婦として雇われた。その1か月後に船大工の幼い子が胃熱で亡くなると、彼はメアリーに慰めを求め、彼女は妊娠する。その後、メアリーの母が肝炎になったと聞くと、彼女はすぐに実家に戻った。母は体調を戻したものの、すぐに胃痛を訴え1867年の春に54歳で亡くなっている。メアリーが戻って9日後のことだった。母の死後、彼女の継父は未亡人と再婚した。
そのため、母親に預けられていた娘イザベラを引き取ることになった。しかし、暮らし始めて間もなく、三人目の夫の子2人と同時期に胃痛を訴えるようになり、しばらくして3人とも死んだ。3人の子供は1867年4月の最終週から5月第一週にかけて埋葬されている。イザベラの死で、メアリーは5ポンド10シリング6ペンスの保険金を受け取る。
1867年8月、三人目の夫と結婚すると、11月には最初の娘が生まれたが、すぐに病気になり1868年2月に死んでいる。1869年7月に男の子が生まれた。
その一方で、三人目の夫は生命保険に入るよう言われ始め、メアリーを怪しむようになる。夫が調べると、彼女には60ポンドの借金があり、夫婦の貯金であるはずの50ポンド以上の金が盗まれていた。また、夫の連れ子に家のものを質屋に持っていかせていたことも知る。夫は彼女を追い出し、二人の間に生まれた子供は夫が面倒をみた。

## 四人目の夫
追い出され、絶望の中、路上生活を送っていたメアリーは、友人から兄であるフレデリック・コットンを紹介される。フレデリック・コットンは4人の子のうち2人を亡くしたばかりで、メアリーは残る子の母親の代わりのように振る舞うと、1870年3月の末、フレデリックの妻は原因不明の胃の病気で死んだ。悲しむフレデリックを慰めるうちに、メアリーは12人目の子を妊娠した。
1870年9月17日、三人目の夫と結婚したまま、メアリーはフレデリック・コットンと結婚し、1871年の初めに二人の息子が生まれた。そのすぐ後に、二人目の夫と結婚する前に交際していたジョセフ・ナトラスが30マイル先に住んでいることを知ったメアリーは、再び彼に熱を上げるようになった。夫を説得し、ナトラスの近くに引っ越すと、その直後の1871年12月に夫が"胃の病気"で死んだ。当時、夫とその子供たちには保険金がかけられていた。

## 二人の恋人
フレデリックが死んですぐ、メアリーはナトラスと同居を始め、付近の天然痘の回復施設で看護婦の職を得た。そこで出会った徴税官と関係を持ち、13人目の子を妊娠する。
1872年3月に4人目の夫フレデリックの遺した子が死ぬと、間もなく幼かった12人目の子も死んだ。
その後、ナトラスも体調を崩して胃を悪くすると、メアリーに有利な遺言書を残した直後に死んだ。メアリーが加入している生命保険は、ただ1人生き残るフレデリックの子、チャールズだけになった。

## チャールズの死と検視審問
メアリーの転落は、教区の役人が彼女に天然痘に感染した患者の看護を頼みにきたときに始まった。メアリーは役人に、最後まで生き残った子、チャールズが邪魔なので救貧院に預けられるか尋ねた。その役人はメアリーはチャールズと一緒にいる必要があると言ったが、彼女の返答は、息子は病弱で「それほど長く煩わされないわ。チャールズも他のコットン家の皆と同じように行ってしまうから」であった。
5日後、メアリーは役人に息子が死んだと伝えた。役人は警察に通報するとともに、医師に対して状況が明らかになるまで死亡診断書の作成を遅らせるよう説得した。
チャールズが死んで、メアリーが最初に向かったのは医師ではなく、保険事務所だった。そこでメアリーは、死亡診断書が発行されるまで保険金が支払われないことを知る。検視審問が開かれ、陪審員の評決では自然死とされた。審問でメアリーは、アロールートでチャールズの苦しみを和らげていただけで、役人が告発したのは、メアリーが彼の誘いを断ったせいだと主張している。
この話題を地元紙が取り上げると、メアリー・アンは北部イングランドを転居し続け、3人の夫、恋人1人、友人、彼女の母、それに11人の子供たち、そのすべてが胃腸炎で死んだことが判明した。

## 逮捕
やがて噂は疑惑となり、科学的な捜査が執り行われた。チャールズの主治医が保管していたサンプルを検査した結果、ヒ素が含まれていた。主治医が警察に通報すると、メアリー・アンは逮捕され、遺体が掘り起こされた。メアリーはチャールズの殺害で起訴されたが、彼女が妊娠中であったため公判は延期された。

## 裁判と処刑
メアリーの裁判は1873年3月5日に始まる。
弁護側は、チャールズの死因は壁紙の染料に使われたヒ素の吸入と主張した。メアリーが薬品を購入した店には、粉末のヒ素は存在せず、液体のヒ素のみ見つかったと科学博士が証言している。薬局の店主は、他に粉末ヒ素があったと主張したが、それに対し弁護側は、他の客との会話に気を取られてビスマスとヒ素を間違えてメアリーの薬ボトルに入れた可能性があると反論した。90分の休廷を経て、陪審員の評決は有罪だった。
タイムズの記者は3月20日の記事で「有罪判決のあと、この惨めな女性は感情を露わに騒いだが、数時間後にはいつも通り落ち着きを取り戻した。彼女は落ち着いた様子で、イギリス王室が恩赦を与えてくれると確信していると語り、一方で有罪とされた罪については無罪を訴えた」と報じている。内務大臣あてに、いくつか嘆願書が出されたが、すべてが無駄に終わっている。1873年3月24日、ウィリアム・カルクラフトにて、メアリーの絞首刑が執行された。彼女の首は折れることなく、短めの絞縄（おそらくは意図的にそうされた）のせいで窒息して死んだ。
メアリーの13人の子供のうち生き延びたのは、逮捕後に生まれた娘と、3人目の夫に引き取られた息子の2人のみである。

## テレビ・ラジオのドラマ
2015年、ITVが2部構成のドラマ、Dark Angelを制作し、前半は2016年10月31日、後半は11月7日に放送された。主役のメアリー・アン・コットンはジョアンヌ・フロガットが演じた。ドラマは犯罪学者のデービッド・ウィルソンが書いた本 "Mary Ann Cotton: Britain's First Female Serial Killer" に影響を受けている。
メアリー・アン・コットンの事件はBBCラジオのポッドキャスト番組 Lucy Worsley's Lady Killers で一部ドラマ化された。

## 文化的レファレンス
- コットンの処刑後に、彼女のことを歌う童謡が作られた。

Mary Ann Cotton, she's dead and she's rotten

メアリー・アン・コットン、彼女は死んで 腐ってる

Lying in bed with her eyes wide open.

ベッドに横たわり 目を見開いてる

Sing, sing, oh what should I sing?

歌おう 歌おう さぁ何を歌おう？

Mary Ann Cotton, she's tied up with string.

メアリー・アン・コットン、彼女は縄で縛られてる

Where, where? Up in the air.

どこ どこ？ 空中に。

Selling black puddings, a penny a pair.

2つで1ペニー、ブラック・プディングを売りましょう。

Mary Ann Cotton, she's dead and forgotten,

メアリー・アン・コットン、彼女は死んで、誰も覚えていない

Lying in bed with her bones all rotten.

ベッドに横たわり、骨まで腐って

Sing, sing, what can I sing?

歌おう 歌おう 何なら歌える？

Mary Ann Cotton, tied up with string.

メアリー・アン・コットン、彼女は縄で縛られてる

## 関連書籍
- Appleton, Arthur. Mary Ann Cotton: Her Story and Trial. London: Michael Joseph, 1973. ISBN 0-7181-1184-2ISBN 0-7181-1184-2
- Connolly, Martin. Mary Ann Cotton - Dark Angel: Britain's First Female Serial Killer, Pen & Sword Publishing, 2012. ISBN 978-1473876200ISBN 978-1473876200
- Flanders, Judith. The Invention of Murder. London: Harper Ress?, 2011. ISBN 978-0-00-724888-9ISBN 978-0-00-724888-9